# Estádio Municipal de Braga
Das Estádio Municipal de Braga (deutsch Städtisches Stadion von Braga) ist ein Fußballstadion in der nordportugiesischen Stadt Braga. Namenssponsor des Stadions wurde im Juli 2007 das Versicherungsunternehmen AXA. Die Spielstätte trug den Namen Estádio AXA bis zum Ende der Saison 2013/14. Die Anlage ist auch unter dem Namen Estadio da Pedreira (deutsch Steinbruch-Stadion) bekannt.

## Geschichte
Das städtische Stadion in Braga war Austragungsort zweier Gruppenspiele bei der Fußball-Europameisterschaft 2004. Es bietet 30.286 überdachte Sitzplätze und wurde am 30. Dezember 2003 offiziell eröffnet. Im Stadion befinden sich 1013 VIP-Plätze. Das vom Architekten Eduardo Souto de Moura erbaute Stadion ist im Besitz der Stadt Braga. Zur Eröffnung des Stadions wurde das Spiel Sporting Braga gegen Celta de Vigo ausgetragen, welches der Gastgeber mit 1:0 für sich entschied. Das im Zuschauerbereich komplett überdachte Stadion liegt am Stadtrand von Braga am Monte Castro, dem höchsten Punkt der Stadt.
Beim Aufbau des Stadions wurde nur an den Längsseiten des Spielfeldes jeweils eine Tribüne errichtet. Um die weit auskragenden Tribünendächer zu tragen, sind mehr als 80 Stahlseile quer über das gesamte Spielfeld gespannt. Wenn auch aus einem anderen Material, so findet sich dasselbe statische Prinzip des „Hängedachs“ bereits bei Álvaro Siza Vieiras Portugiesischem Pavillon auf der Expo 98 in Lissabon, an dessen Entwurf Souto de Moura mitgewirkt hatte. Hinter einem Tor befindet sich ein Felsmassiv mit einer digitalen Anzeigetafel, welches das Stadion auf einer Seite abschließt. Um die Sportstätte herum stehen 5000 Parkplätze für die Besucher bereit. Auf der gegenüberliegenden Seite öffnet sich das Stadion zur Landschaft. Es wurde als letztes der zehn Stadien zur Fußball-Europameisterschaft 2004 fertiggestellt und kostete 200 Mio. Euro.
Im Stadion befinden sich Räumlichkeiten, in denen Konferenzen, Messen, Tagungen, Firmenveranstaltungen und Feierlichkeiten veranstaltet werden können. Auch Konzerte finden im Stadion statt.

## Spiele der Fußball-Europameisterschaft 2004 in Braga
|                          |   |          |           |
| 18. Juni 2004, Gruppe C: |   |          |           |
| Bulgarien                | – | Dänemark | 0:2 (0:1) |
| 23. Juni 2004, Gruppe D: |   |          |           |
| Niederlande              | – | Lettland | 3:0 (2:0) |

## Spiele der portugiesischen Fußballnationalmannschaft
Die portugiesische Fußballnationalmannschaft trat bisher zu folgenden Begegnungen im Stadion an: (Stand: 7. Juni 2019)
|                                      |   |               |           |
| 31. März 2004, Freundschaftsspiel    |   |               |           |
| Portugal                             | – | Italien       | 1:2       |
| 15. Oktober 2008, WM-Qualifikation   |   |               |           |
| Portugal                             | – | Albanien      | 0:0       |
| 11. September 2012, WM-Qualifikation |   |               |           |
| Portugal                             | – | Aserbaidschan | 3:0 (0:0) |
| 8. Oktober 2015, EM-Qualifikation    |   |               |           |
| Portugal                             | – | Dänemark      | 1:0 (0:0) |
| 28. Mai 2018, Freundschaftsspiel     |   |               |           |
| Portugal                             | – | Tunesien      | 2:2       |

## Galerie

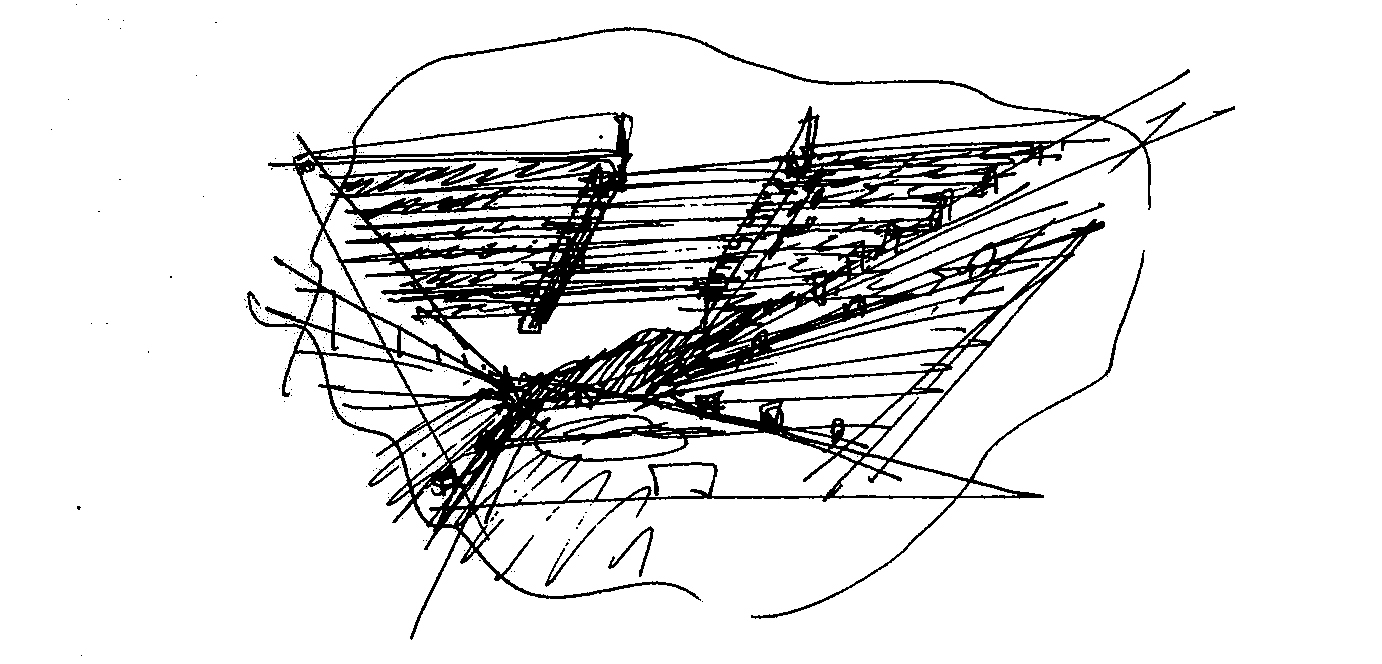
Eine frühe Zeichnung des Stadions von Eduardo Souto de Moura
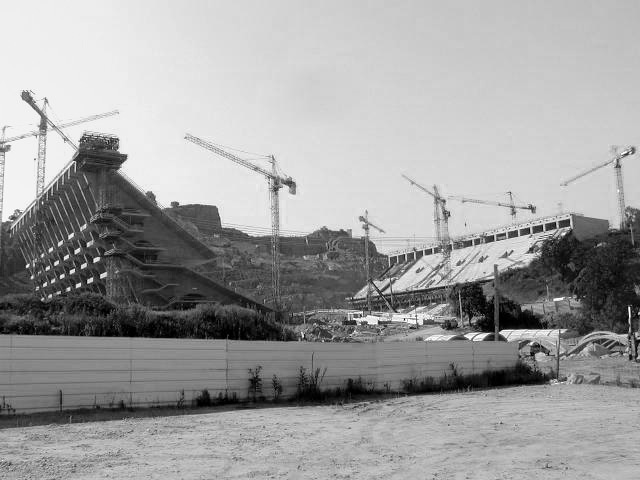
Neubau des Stadions 2003
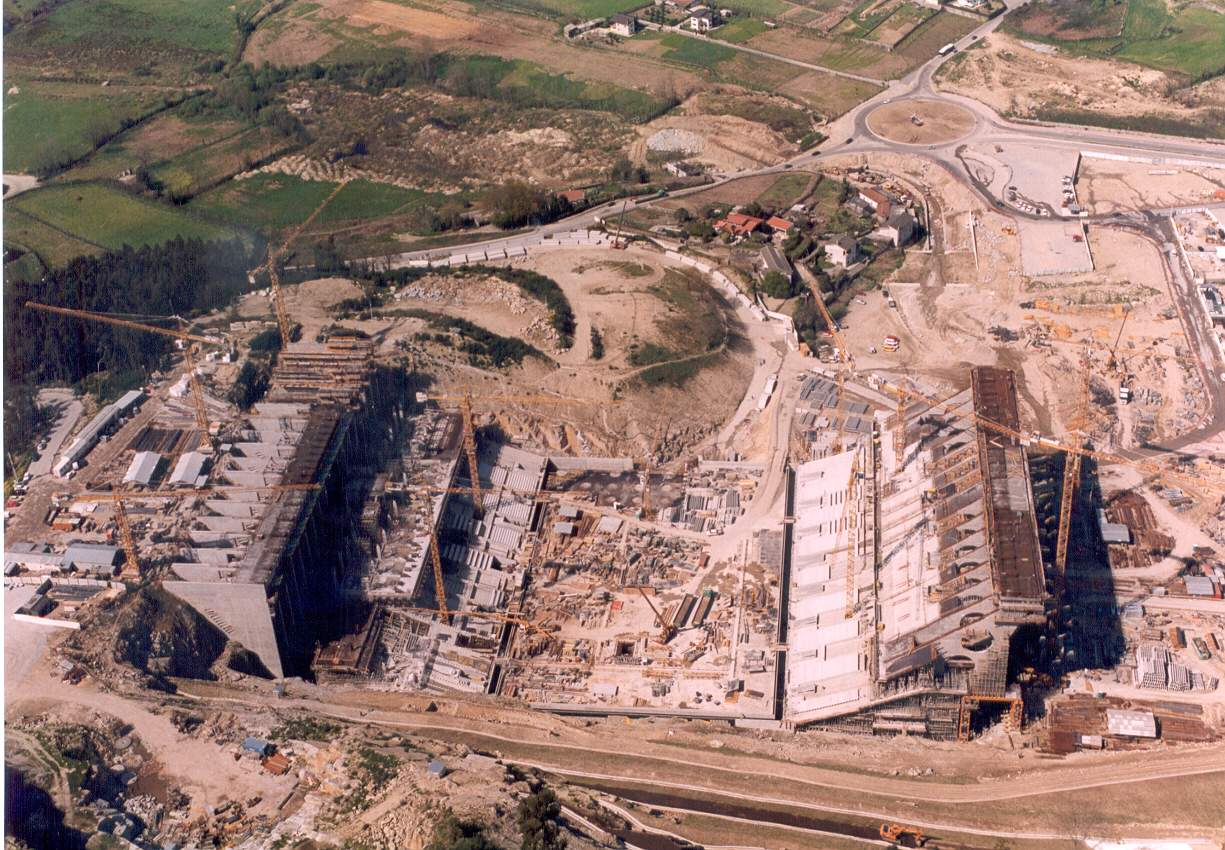
Bau der zwei gegenüberliegenden Tribünen
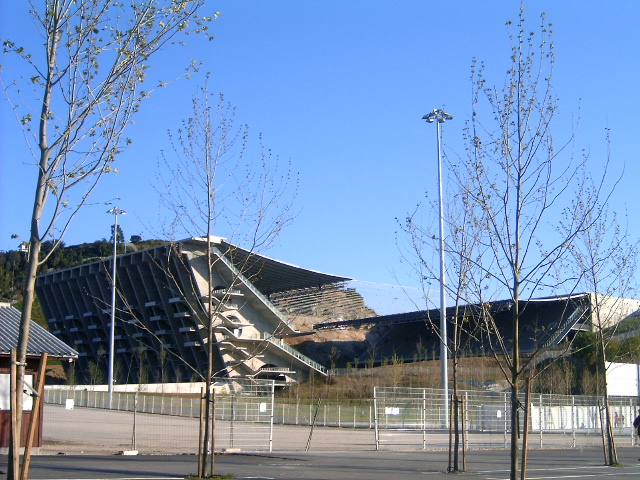
Estádio Municipal de Braga
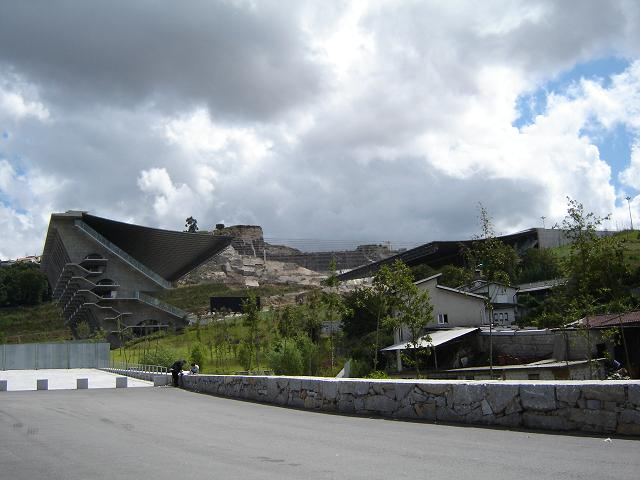
Estádio Municipal de Braga
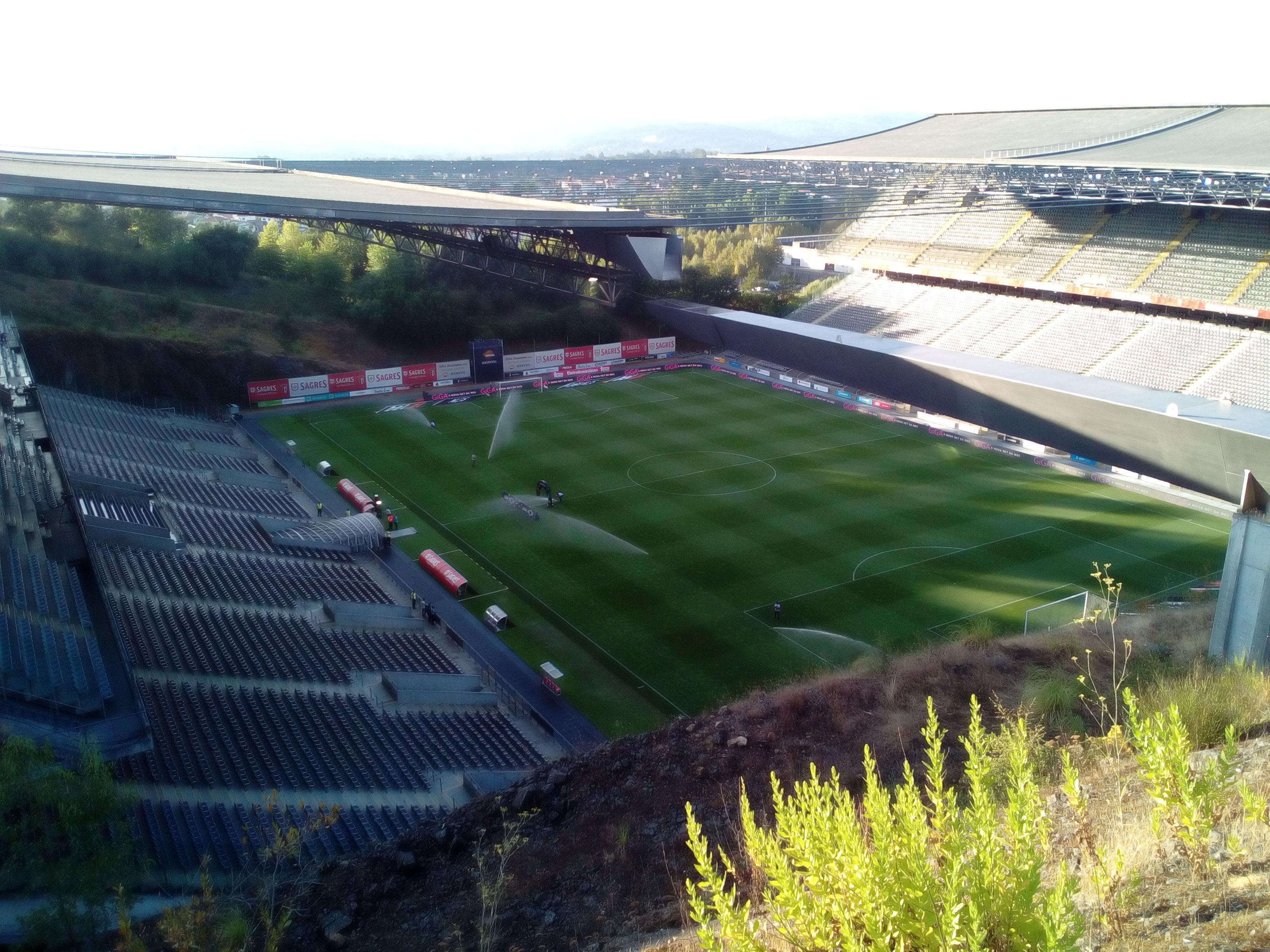
Estádio Municipal
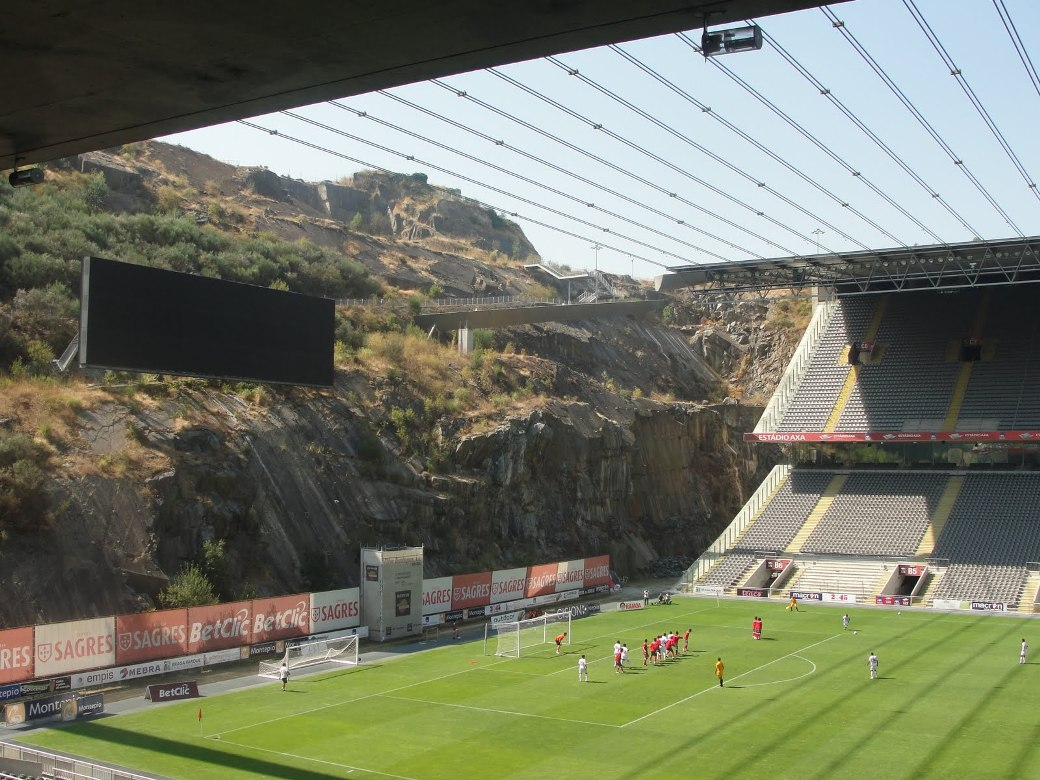
Die weit auskragenden Tribünendächer sind mit mehr als 80 Stahlseilen verbunden
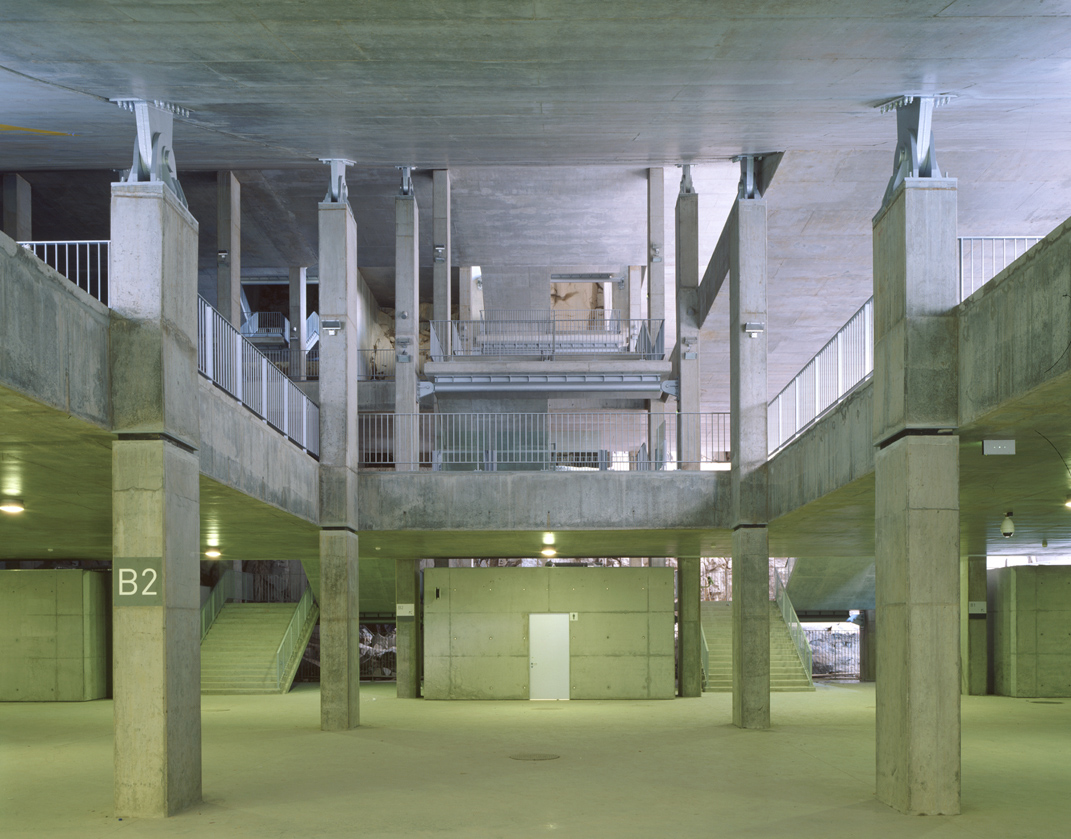
Treppenaufgänge unter der Tribüne
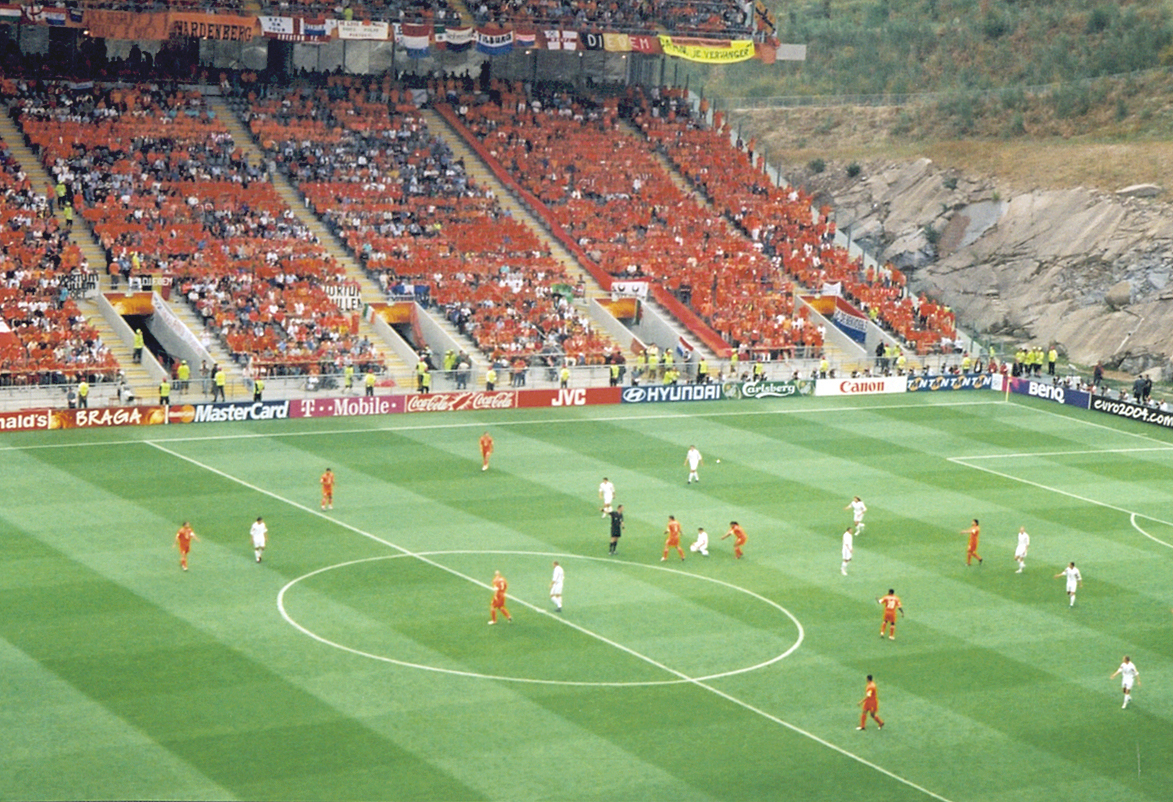
EM-Spiel Niederlande gegen Lettland 2004 in Braga
- Ticket und Lageplan